# David Leonard Clarke
David Leonard Clarke (1937 a 1976) va ser un arqueòleg anglès dins del corrent de l'arqueologia processual.
Va néixer a Kent i va estudiar a Cambridge on també hi va ser professor.
La seva concepció de l'arqueologia va transformar aquesta disciplina científica a partir de la dècada del 1970. Va incidir en l'arqueologia analítica i en la importància d'aplicar una teoria científica i un raonament a l'arqueologia. Ensems donava molta importància a l'antropologia comparativa i a l'aplicació de l'ecologia.